# Герольдсберг
Герольдсберг (нім. Heroldsberg) — громада в Німеччині, розташована в землі Баварія. Підпорядковується адміністративному округу Середня Франконія. Входить до складу району Ерланген-Гехштадт.
Площа — 11,02 км2. Населення становить 8474 ос. (станом на 31 грудня 2020).